# Hilarius

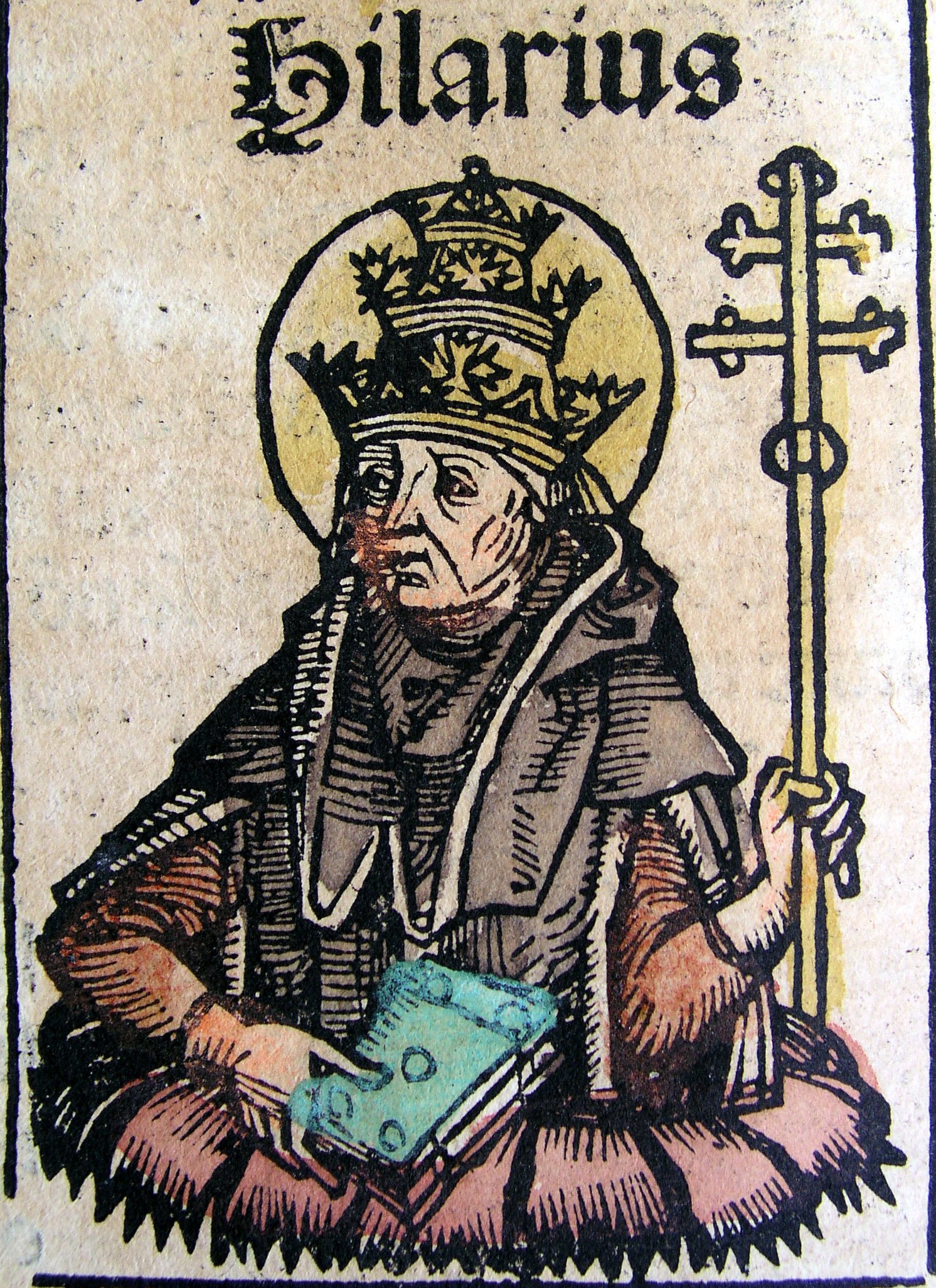
Paus Hilarius

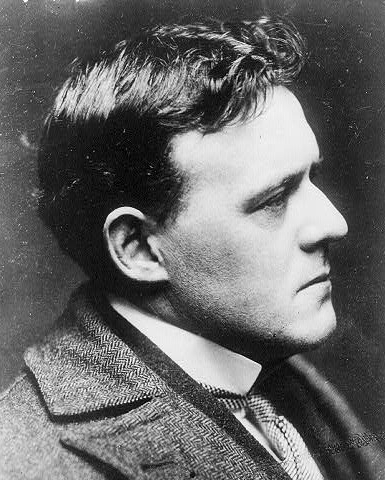
Hilaire Belloc

Hilarius is een jongensnaam. De naam is afgeleid van het Latijnse bijvoeglijk naamwoord hilaris en het Griekse bijvoeglijk naamwoord hilaros, die "vrolijk", "opgeruimd" of "opgewekt" betekenen. Van de naam is in het Rijnland al een voorbeeld in de 10e/11e eeuw. In de 15e-16e eeuw kwam de naam meer in gebruik in de Zuidelijke Nederlanden.

## Varianten
De volgende namen (o.a.) zijn varianten of afgeleiden van Hilarius:
- Hilaar, Hilair, Hilarion, Hylarius, Laris

De naam komt ook in andere talen voor:
- Duits: Hilarius, Gläres
- Engels: Hilary, Hillary
- Frans: Hilaire

De vrouwelijke varianten zijn Hilaria en Hillaria.

## Heiligen
- Paus Hilarius (?-468), 46e paus van de Rooms-Katholieke Kerk
- Hilarius van Poitiers (315-367), kerkvader en kerkleraar

## Bekende naamdragers

### Hilaire
- Hilaire Belloc, Frans schrijver
- Hilaire Lahaye, Belgisch politicus
- Hilaire Lannoy, Belgisch wielrenner en ondernemer
- Hilaire Rouelle, Frans scheikundige

## Plaatsnamen
- Saint-Hilaire, doorverwijspagina

## Fictieve figuren
- Hilaire Baconfoy, personage uit de Vlaamse televisieserie De Collega's
- Hilarius Warwinkel, personage uit de Belgische stripreeks Piet Pienter en Bert Bibber